# Сібаго (Мен)
Сібаго (англ. Sebago) — місто (англ. town) в США, в окрузі Камберленд штату Мен. Населення — 1911 особа (2020).

## Демографія
Згідно з переписом 2010 року, у місті мешкало 1719 осіб у 724 домогосподарствах у складі 484 родин. Було 1464 помешкання
Расовий склад населення:
| - 97,1 % — білих - 0,9 % — корінних американців - 0,3 % — чорних або афроамериканців - 0,2 % — азіатів |

До двох чи більше рас належало 1,5 %. Частка іспаномовних становила 0,3 % від усіх жителів.
За віковим діапазоном населення розподілялося таким чином: 20,2 % — особи молодші 18 років, 64,0 % — особи у віці 18—64 років, 15,8 % — особи у віці 65 років та старші. Медіана віку мешканця становила 44,7 року. На 100 осіб жіночої статі у місті припадало 104,9 чоловіків;  на 100 жінок у віці від 18 років та старших — 101,6 чоловіків також старших 18 років.
Середній дохід на одне домашнє господарство  становив 73 653 долари США (медіана — 55 583), а середній дохід на одну сім'ю — 83 781 долар (медіана — 58 289). Медіана доходів становила 51 053 долари для чоловіків та 43 026 доларів для жінок. За межею бідності перебувало 4,6 % осіб, у тому числі 4,6 % дітей у віці до 18 років та 1,1 % осіб у віці 65 років та старших.
Цивільне працевлаштоване населення становило 837 осіб. Основні галузі зайнятості: освіта, охорона здоров'я та соціальна допомога — 22,0 %, науковці, спеціалісти, менеджери — 14,0 %, виробництво — 13,4 %.